# Beşinci mevsim
Beşinci mevsim – singiel tureckiej piosenkarki Şebnem Paker wydany w 1996 roku. Utwór został napisany przez Leventa Çokera i Selmę Çuhaci.
W 1996 roku utwór reprezentował Turcję w 41. Konkursie Piosenki Eurowizji dzięki wygraniu w lutym finału krajowych eliminacji po zdobyciu największego poparcia jurorów. 18 maja numer został zaprezentowany przez reprezentantkę jako pierwszy w kolejności w finale widowiska organizowanego w Oslo i zajęła w nim dwunaste miejsce z 57 punktami na koncie.
Oprócz tureckojęzycznej wersji singla, piosenkarka nagrała utwór także w języku angielskim jako „Hand in Hand”.

## Lista utworów
CD single
1. „Beşinci mevsim”
2. „Hand in Hand”